# Aristocrat Ranchettes
Aristocrat Ranchettes – jednostka osadnicza w Stanach Zjednoczonych, w stanie Kolorado, w hrabstwie Weld.